# HD 12661 c
HD 12661 c — вторая открытая экзопланета в системе HD 12661. Приблизительно в полтора раза массивнее Юпитера.